# Єндрихово (Браневський повіт)
Єндрихово (пол. Jędrychowo, нім. Heinrichsdorf, Kreis Frauenburg) — село в Польщі, у гміні Фромборк Браневського повіту Вармінсько-Мазурського воєводства.
Населення — 126 осіб (2011).
У 1975-1998 роках село належало до Ельблонзького воєводства.

## Демографія
Демографічна структура станом на 31 березня 2011 року:
|          | Загалом | Допрацездатний вік | Працездатний вік | Постпрацездатний вік |
| -------- | ------- | ------------------ | ---------------- | -------------------- |
| Чоловіки | 68      | 17                 | 47               | 4                    |
| Жінки    | 58      | 9                  | 35               | 14                   |
| Разом    | 126     | 26                 | 82               | 18                   |